# Elisabeth Alletag-Held
Elisabeth Alletag-Held (* 18. Juli 1904 in Heidelberg als Elisabeth Krämer; † 14. Juni 1993 in Starnberg) war eine deutsche Ärztin.

## Leben
Alletag-Held war als praktische Ärztin in Starnberg niedergelassen. Daneben war sie als Schulärztin, Gefängnisärztin und ärztliche Leiterin des Kriegsblindensanatoriums in Söcking tätig. Sie war erste Vorsitzende des ärztlichen Bezirksvereins Starnberg und lange Jahre Vorsitzende des Bayerischen Ärztinnenbundes.
Von 1946 an war sie Mitglied des Kreistages Starnberg.

## Ehrungen
- 1970: Verdienstkreuz am Bande der Bundesrepublik Deutschland
- 1977: Paracelsus-Medaille